# Camptolominae
De Camptolominae vormen een onderfamilie van vlinder uit de familie van de Uilen (Noctuidae). De wetenschappelijke naam si in 1943 voor het eerst geldig gepubliceerd door Mell.
Er is discussie over de plaatsing van deze onderfamilie, die soms is ingedeeld bij de visstaartjes (Nolidae) en de beervlinders (Erebidae, Arctiinae). Voorlopig lijkt de oorspronkelijke plaatsing bij de uilen het meest gesteund te worden.
De onderfamilie omvat de volgende geslachten:
- Camptoloma Felder, 1879
- Leucopardus Hampson, 1894